# Joaquín Enseñat
Joaquín Enseñat, né le 22 janvier 1938, à Barcelone, en Espagne, est un ancien joueur espagnol de basket-ball.